# Ylva Liljefors
Ylva Liljefors, född 1972, är en svensk modeskapare och designer. Hon utbildades på Beckmans designhögskola i Stockholm där hon avlade examen 1999. År 2002 tilldelades hon designpriset Guldknappen av tidskriften Damernas värld.
Guldknappenjuryns motivering detta år lydde: "För ett mycket genuint hantverk som, trots att hon är ny i branschen, håller en standard på internationell couturenivå. Detta i kombination med stor idérikedom och en tidlöst modern känsla för formfulländad och rockig kvinnlighet."
Ylva Liljefors är barnbarnsbarn till djur- och landskapsmålaren Bruno Liljefors.